# Ramada (Odivelas)
Ramada – parafia (freguesia) gminy Odivelas i jednocześnie miejscowość w Portugalii. W 2011 liczyła 19 657 mieszkańców na obszarze 3,86 km².